# Dolinka Turkowa

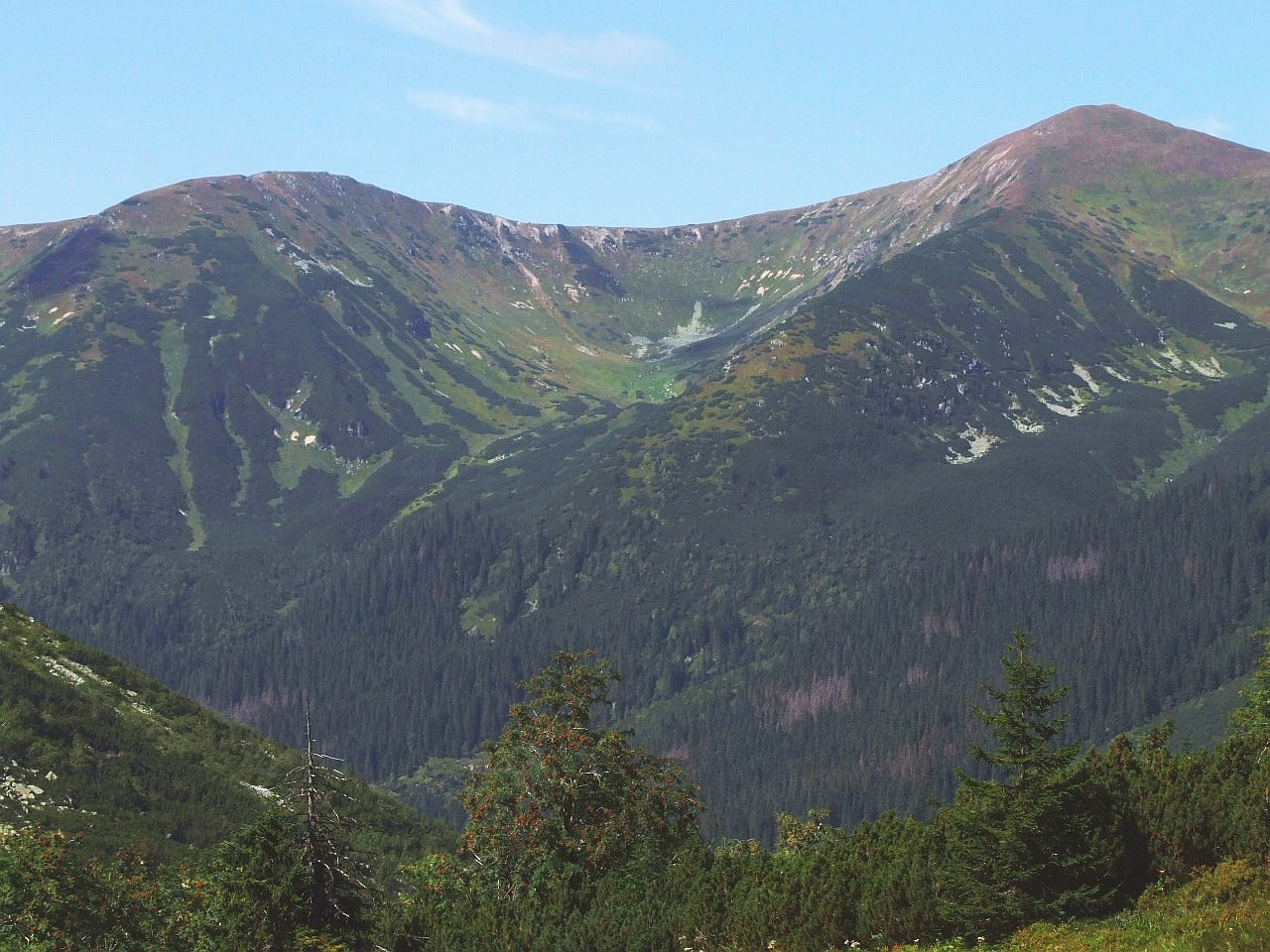
Dolina Turkowa, widok z Doliny Hlińskiej

Dolinka Turkowa (słow. Turkova dolina) – mała dolinka w Kopach Liptowskich w słowackich Tatrach Wysokich. Znajduje się w ich wschodnich stokach i jest orograficznie prawym odgałęzieniem Doliny Koprowej. Znajduje się na południowy zachód od Dolinki Garajowej (Garajova dolina), do której jest bliźniaczo podobna.
Dolinka Turkowa odchodzi w środkowej części Doliny Koprowej, na wysokości około 1280 m n.p.m. w kierunku północno-zachodnim. Górą sięga po główną grań Kop Liptowskich na odcinku od Wielkiej Kopy Koprowej przez Turkową Przełęcz po Zadni Goły Wierch Liptowski. Jej orograficznie lewe ograniczenie tworzy Kudłata Grańka oddzielającą ją od Dolinki Garajowej. Ograniczenie prawe tworzy południowo-wschodnie ramię Zadniego Gołego Wierchu. Dnem dolinki spływa Turkowa Woda.
Dolna część doliny jest porośnięta lasem i ma charakter wąskiego żlebu. Górna, trawiasta część doliny, pod granią Liptowskich Kop jest kotłem lodowcowym powstałym podczas ostatniego zlodowacenia.
Dolinka położona jest w granicach rezerwatu przyrody, jest niedostępna dla turystów. Trawersują przez nią trzy nieznakowane ścieżki, w tym Wschodnia Obwodnica i Leśna Obwodnica. Najwyższa z nich (Obwodnica Wschodnia) przecina dno dolinki na wysokości około 1850 m, pod Turkową Przełęczą (Turkovo sedlo). Została zbudowana w 1910 r. przez zarząd lasów i przez jakiś czas była zielono znakowana. Zimą dnem Dolinki Turkowej schodzą duże lawiny do Doliny Koprowej.

## Przypisy

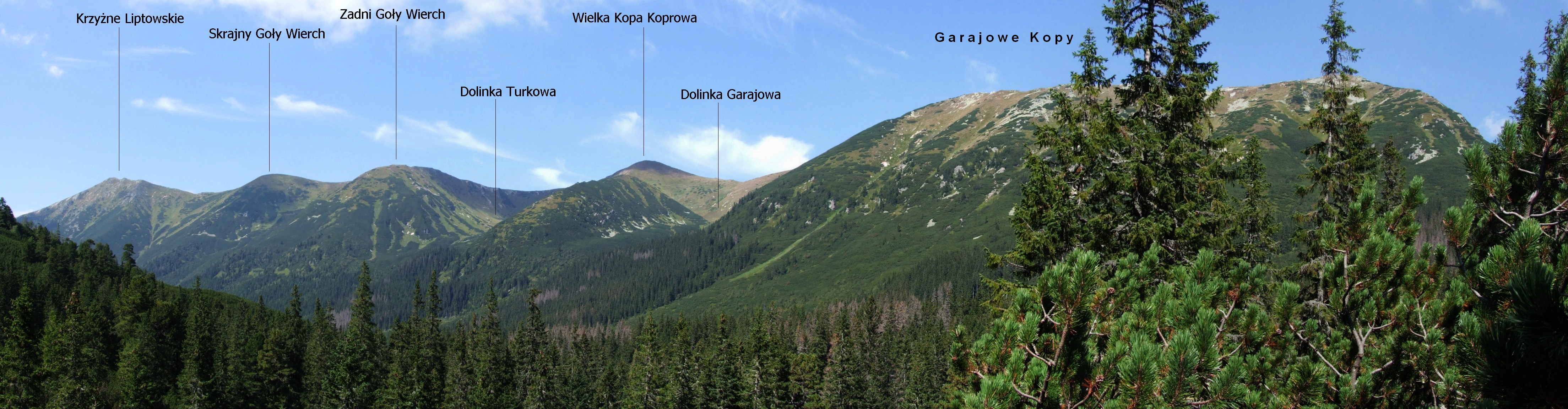
Położenie Dolinki Turkowej i Garajowej w grani Kop Liptowskich